# Corpse Reviver
Die Corpse Reviver (englisch für Leichen-Beleber) sind alkoholhaltige Cocktails, die die Auswirkungen durch übertriebenen Alkoholkonsum lindern sollen.
Teilweise fungiert der Ausdruck zudem als Synonym für eben solche pick-me-up-Cocktails – unter die beispielsweise auch die Bloody Mary fällt – insgesamt, umgangssprachlich auch als „Katerdrinks“ bezeichnet.

## Geschichte
Das Trinken von Cocktails als am Morgen zu sich genommenes Getränk zur Belebung weist eine lange Tradition auf. Während heutzutage der morgendliche Konsum als Zeichen einer bereits weit fortgeschrittenen Alkoholkrankheit eingestuft und insbesondere die erneute Zuführung von Alkohol als Antwort auf einen Kater nicht empfohlen wird, war der morgendliche Konsum von alkoholischen Getränken wie Cocktails bis Ende des 19. Jahrhunderts nicht ungewöhnlich. So definierte beispielsweise William Terrington in London 1869 Cocktails gar als „Mischungen, die bevorzugt von Frühaufstehern (‚early birds‘) genutzt werden, um die Manneskraft zu stärken.“ Entsprechend kurz ist der gedankliche Schritt, Cocktails auch als Stärkung nach einem am Vortag erhöhten Alkoholkonsum zu begreifen. Erstmals Erwähnung findet der Ausdruck eines „Corpse Revivers“ Mitte der 1880er Jahre. In der Ausgabe vom 21. Dezember 1861 des englischen Satiremagazins Punch, or The London Charivari heißt es:

“[…] and after liquoring up a Sling, a Stone Wall, and a Corpse Reviver, he merrily danced forth into the middle of the room, and sang a pleasant little song with this agreeable refrain: – 'I would I were with Nancey! oha! oha!/ On a nice black floor,/ With a small trap-door,/ What a joy to be with Nancey!”

„[…] und nachdem er einen Sling, einen Stone Wall und einen Corpse Reviver gesoffen hatte, tanzte er heiter in die Mitte des Raumes und sang ein pläsierlich kleines Lied mit diesem zutreffenden Refrain: – Ich wünschte ich wäre mit Nancy! oha! oha!/ Auf einem schönen schwarzen Boden/ Mit einer kleinen Falltür/ Was für eine Freude, mit Nancy zu sein!“

Die erste bekannte schriftliche Niederlegung eines Rezeptes findet sich in The Gentleman’s Table Guide von E. Ricket und C. Thomas aus dem Jahr 1871. Dieses verlangt zu gleichen Teilen Brandy und Maraschino sowie zwei Dashes Broker’s Bitters. Die heute bekannte Nummerierung der Corpse Reviver geht hingegen zurück auf eine Erwähnung in The Savoy Cocktail Book von Harry Craddock aus dem Jahr 1930. Demnach heißt es zu dem Corpse Reviver No. 1:

“To be taken before 11 a.m., or whenever steam and energy are needed.”

„Vor 11 Uhr morgens zu sich zu nehmen, oder wann immer Dampf und Energie benötigt werden.“

Über den Corpse Reviver No. 2 heißt es weiter:

“Four of these taken in swift succession will unrevive the corpse again.”

„Vier von diesen in zügiger Abfolge zu sich genommen machen die Wiederbelebung des Leichnams rückgängig.“

Im Official Mixer’s Manual von Gavin Duffy finden sich ebenfalls der Corpse Reviver No. 1 und Corpse Reviver No. 2. Letzterer ist jedoch in der Zusammensetzung leicht verändert, zudem wird ein Corpse Reviver No. 3 aufgelistet. Auch im Café Royal Cocktail Book Coronation-Edition finden sich drei Corpse Reviver, von denen jedoch zwei von den zuvor genannten Versionen abweichen. Der Corpse Reviver No. 1 wird hingegen – bei gleicher Rezeptur – als New Corpse Reviver bezeichnet. Um das Jahr 2000 wurde, vermutlich in London, ein weiterer Twist des klassischen Corpse Reviver No. 2 populär: Jacob Briar ergänzte die Gruppe im Jahr 2007 durch den Corpse Reviver No. Blue. Die Nummerierung ist somit nicht stringent und unterscheidet sich in den unterschiedlichen Quellen; Anwendung findet heutzutage jedoch meist die Auflistung aus The Savoy Cocktail Book.

## Zubereitung und Variationen

### Corpse Reviver No. 1
Im The Gentleman’s Table Guide von E. Ricket und C. Thomas aus dem Jahr 1871 wird der Drink aus gleichen Teilen Brandy und Maraschino sowie zwei Dashes Broker’s Bitters gemixt. Im The Savoy Cocktail Book von Harry Craddock aus dem Jahr 1930 verlangt das Rezept 1⁄4 Wermut, 1⁄4 Apple Brandy oder Calvados sowie 1⁄2 Brandy. Die Zutaten werden im Shaker gemixt und in ein Glas abgeseiht. Gleiches empfiehlt das Café Royal Cocktail Book Coronation-Edition unter dem erwähnten anderen Namen. Die gleichen Zutaten sind schließlich auch im 1954 erschienenen King Cocktail von Eddie Clark zu finden, wobei die Verwendung von süßem Wermut und die Hinzugabe einer Zitronenzeste empfohlen werden.

### Corpse Reviver No. 2

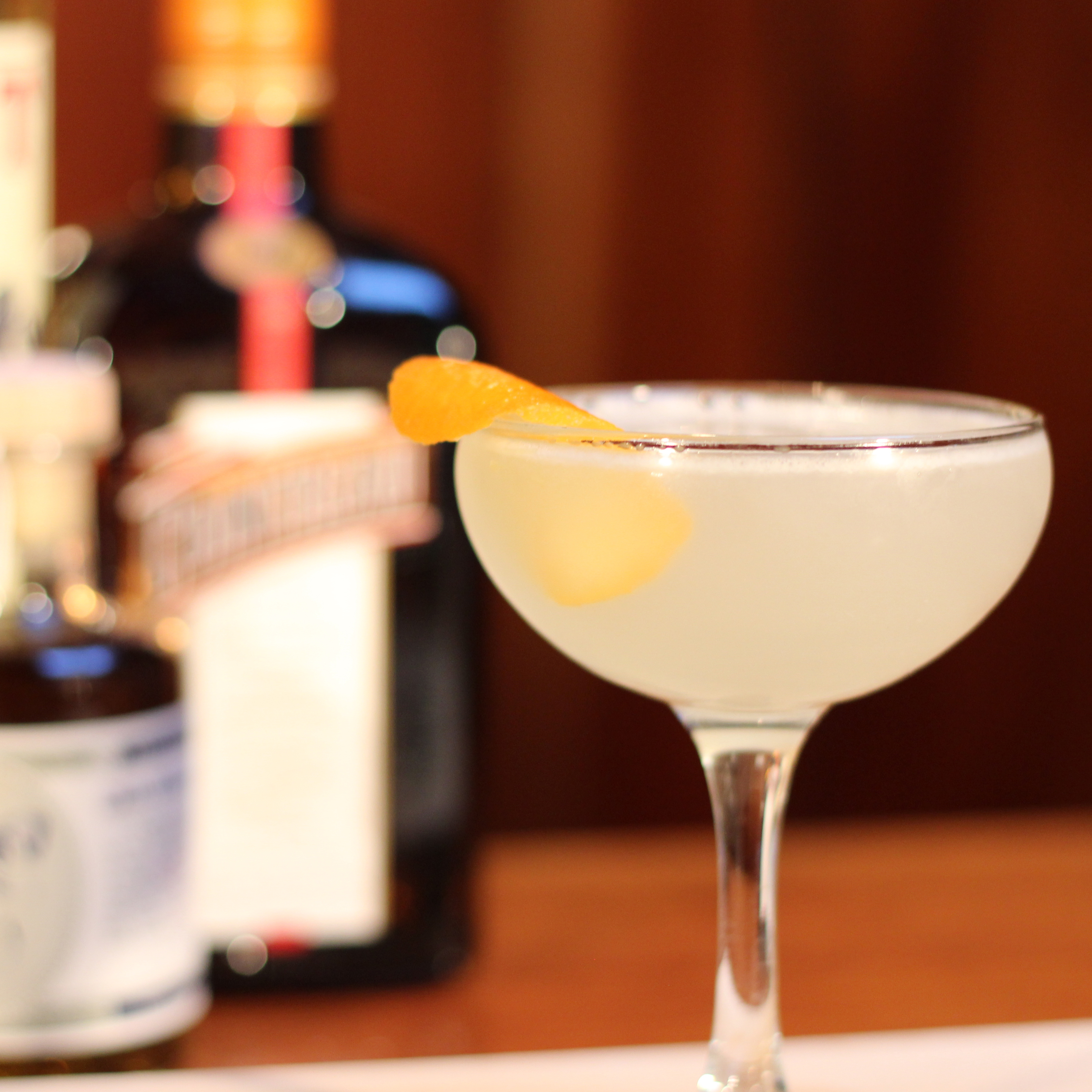
Ein Corpse Reviver No. 2

Der Corpse Reviver No. 2 ist die bekannteste Version des Drinks. In The Savoy Cocktail Book von Harry Craddock wird eine Zubereitung mit 1⁄4 Zitronensaft, 1⁄4 Kina Lillet, 1⁄4 Cointreau und 1⁄4 trockenem Gin, sowie einem Dash Absinth empfohlen. Die Zutaten werden im Shaker gemixt und abgeseiht.
Im Official Mixer’s Manual wird der Lillet durch Swedish Punch – einem Likör auf Arrak-Basis – substituiert.

### Corpse Reviver No. 3
Der ebenfalls aus dem Official Mixer’s Manual stammende Corpse Reviver No. 3 verlangt nach 1⁄4 Zitronensaft und 1 Jigger Pernod. Die Zutaten werden in ein Highball-Glas gegeben, in dem sich ein bis zwei Eiswürfel befinden. Anschließend wird das Glas mit Champagner aufgefüllt und gerührt.

### Corpse Reviver blue
Der Corpse Reviver blue wird aus 3⁄4 trockenem Gin, 3⁄4 Lillet Blanc, 3⁄4 Blue Curaçao, 1⁄8 Absinth und 1 Teil Zitronensaft im Shaker zubereitet, in ein Glas abgeseiht und mit einer Zitronenzeste garniert. Durch Blue Curaçao erhält er die charakteristische wie namensgebende Farbe.

### Weitere Variationen
Neben den genannten Cocktails existieren weitere Corpse-Revival-Variationen. So wird der Kentucky Corpse Reviver aus 3⁄4 oz Bourbon, 3⁄4 oz Cointreau 3⁄4 oz Zitronensaft und 3⁄4 oz Lillet Blanc zubereitet. Der Savoy Corpse Reviver wird zu gleichen Teilen Brandy, Fernet-Branca und weißer Crème de Menthe gemixt. Er geht auf Joe Gilmore, langjähriger Barkeeper der American Bar im Savoy Hotel, zurück. Hinzu treten die erwähnten Cocktails aus dem Buch Café Royal Cocktail Book Coronation-Edition. Demnach besteht der Godfrey’s Corpse Reviver von Godfrey Baldini aus zwei Teilen Gin und einem Teil Vodka sowie einem Dash Grenadine und einem Dash Angosturabitter. Der schlicht als Corpse Reviver bezeichnete Drink im selben Buch besteht aus gleichen Teilen Brandy, Orangensaft und Zitronensaft sowie zwei Dashes Grenadine, die geschüttelt, abgeseiht und mit Champagner aufgefüllt werden.

### Weitere pick-me-up-Cocktails
Wird Corpse Reviver als Kategoriebegriff gefasst, so fallen hierunter unter anderem die Bloody Mary und der Prairie Oyster. Je nach Verwendung ist oftmals die Grundspirituose für den Namen ausschlaggebend, so bei einem Champagner-pick-me-up oder einem Brandy-pick-me-up.